# Hedysareae
Hedysareae DC., 1825 è una tribù di piante della famiglia delle Fabacee (sottofamiglia Faboideae).

## Tassonomia
La tribù comprende i seguenti generi:
- Alhagi Gagnebin
- Calophaca Fisch. ex DC.
- Caragana Fabr.
- Corethrodendron Fisch. & Basiner
- Ebenus L.
- Eversmannia Bunge
- Hedysarum L.
- Onobrychis Mill.
- Sartoria Boiss. & Heldr.
- Sulla Medik.
- Taverniera DC.